# Another Country
Another Country (bra: Memórias de um Espião; prt: História de uma Traição) é um filme do gênero drama, escrito por Julian Mitchell e adaptado da peça teatral homônima. Dirigido por Marek Kanievska, foi protagonizado por Rupert Everett e Colin Firth.
Foi inserido no Festival de Cannes em 1984, onde ganhou o prêmio de "melhor contribuição artística".